# Angraecum setipes
Angraecum setipes är en orkidéart som beskrevs av Rudolf Schlechter. Angraecum setipes ingår i släktet Angraecum och familjen orkidéer. Inga underarter finns listade i Catalogue of Life.